# Villargordo (Sevilla)
Villargordo es una localidad española del municipio de El Madroño, perteneciente a la provincia de Sevilla, en la comunidad autónoma de Andalucía.

## Historia
Hacia mediados del siglo XIX, el lugar tenía contabilizada una población de 49 habitantes. La localidad aparece descrita en el decimosexto volumen del Diccionario geográfico-estadístico-histórico de España y sus posesiones de Ultramar de Pascual Madoz de la siguiente manera:

VILLARGORDO: es una de las ald. ó cas. agregados al ayunt. del Castillo de las Guardas (V.), en cuyo térm. jurisd. está sit. á la parte de O., en la prov. y dióc. de Sevilla (10 leg.), part. jud. de Sanlúcar la Mayor (10). Consta de 14 casas, 16 vec., 49 almas, y está sujeta en lo espiritual á la felig. del Madroño (1 leg.). Sus prod. consisten en trigo, cebada, centeno, lino, bellotas, miel; algun ganado, especialmente cabrío, y caza de conejos, perdices, jabalíes y venados: tiene algunos manantiales de buen agua.
(Madoz, 1850, p. 647)

En la actualidad pertenece al municipio de El Madroño. En 2022, tenía empadronados 35 habitantes.